# Dorosoma anale
Dorosoma anale és una espècie de peix pertanyent a la família dels clupeids.

## Descripció
- Pot arribar a fer 20 cm de llargària màxima.
- 17-38 radis tous a l'aleta anal.
- Boca petita.[4][5]

## Hàbitat
És un peix d'aigua dolça i salabrosa, pelàgic i de clima tropical (21°N-14°N).

## Distribució geogràfica
Es troba a Mèxic (riu Papaloapan a Oaxaca i el sud de Veracruz), el nord de Guatemala (conca del riu Usumacinta) i Belize.

## Observacions
És inofensiu per als humans.